# Helden von morgen
Helden von morgen è stato un talent show austriaco organizzato da ORF eins e consistente in una competizione canora fra concorrenti scelti per mezzo di audizioni e selezioni effettuate da giudici e, nelle fasi finali, dal pubblico, tramite televoto. È basato sul format Starmania.

## Format
L'unica edizione di Helden von morgen ha avuto luogo dal 24 settembre 2010 al 28 gennaio 2011, ideata da Mischa Zickler e condotta da Doris Golpashin. A differenza di Starmania, dove l'eliminato veniva deciso dai giurati fra i due meno televotati di ciascuna puntata, in Helden von morgen veniva semplicemente eliminato il meno votato della serata; inoltre, i concorrenti hanno avuto la possibilità di presentare canzoni originali, piuttosto che cover. La vincitrice ha avuto diritto ad un montepremi di €100.000.
Le audizioni pubbliche sono iniziate il 12 giugno 2010 e presidiate da una giuria composta dalla vocal coach Monika Ballwein, dal manager musicale Philip Ginthör e dal manager Mario Soldo. In totale, più di 2.200 persone si sono presentate ai casting. Le audizioni sono state mostrate nelle tre puntate iniziali del programma; le serate successive sono state trasmesse in diretta. La giuria nella seconda fase del programma era composta, oltre a Philip Ginthör e Mario Soldo, dal rapper Sido.
Il 21 gennaio 2011 è stato pubblicato un album contenente una selezione di esibizioni di Helden von morgen, intitolato Magic Moments. Il disco ha raggiunto la 4ª posizione della classifica austriaca.

## Concorrenti
Il 28 gennaio 2011 si è svolta la finale a tre di Helden von morgen. Cornelia Mooswalder e Lukas Plöchl hanno ricevuto rispettivamente il 39,92% e il 30,26% dei voti, accedendo al duello finale davanti a Sara Nardelli, arrivata terza con il 29,82% dei voti. Cornelia Mooswalder è stata quindi incoronata vincitrice dopo aver ricevuto il 58,25% dei 420.000 voti totali nella finalissima, contro il 41,75% di Lukas Plöchl. I concorrenti in ordine di eliminazione sono stati:
- Cornelia Mooswalder (vincitrice)
- Lukas Plöchl (2º posto)
- Sara Nardelli (3º posto)
- Massimo Schiena (4º posto)
- Jonathan Reiner (5º posto)
- Chris Schaller (6º posto)
- Julian Heidrich (7º posto)
- Katharina Aigner (8º posto)
- Daniela Marx (9º posto)
- Silvija Bogojevic (10º posto)
- Sabrina Brandhuber (11º posto)
- Dave Reismann (12º posto)
- Samira Dadashi (13º posto)
- Lucas Schauer (14º posto)